# Dýrð í dauðaþögn
Dýrð í dauðaþögn è l'album di debutto del cantante-cantautore islandese Ásgeir Trausti. L'album è stato registrato in tre-quattro mesi nell'estate del 2012. La maggior parte dei testi sono stati composti dal padre di Ásgeir.
L'album ha raggiunto la posizione trentaquattresima in Danimarca e la prima posizione in Islanda, dove è stato premiato con il triplo disco di platino. È diventato l'album più venduto di sempre in Islanda.
Dýrð í dauðaþögn è stato nominato come "Migliore album dell'anno" ai Nordic Music Prize del 2012, vinse il premio "Album dell'anno" all'Íslensku tónlistarverðlaunin del 2012 e ricevette un Kraumur Award.
In the Silence, una versione in lingua inglese dell'album, tradotta dal musicista statunitense John Grant, è stato pubblicato a gennaio 2014. Non sono state apportate modifiche alle melodie rispetto a Dýrð í dauðaþögn.

## Tracce
Testi di Ásgeir Trausti Einarsson e Einar Georg Einarsson tranne dove specificato.
1. Hærra – 3:28
2. Dýrð í dauðaþögn – 3:57 (testo: Ásgeir Trausti Einarsson, Júlíus Aðalsteinn Róbertsson)
3. Sumargestur – 3:57
4. Leyndarmál – 3:39 (testo: Ásgeir Trausti Einarsson, Einar Georg Einarsson, Júlíus Aðalsteinn Róbertsson)
5. Hljóða nótt – 3:58 (testo: Ásgeir Trausti Einarsson, Júlíus Aðalsteinn Róbertsson)
6. Nýfallið regn – 3:39
7. Heimförin – 4:53
8. Að grafa sig í fönn – 4:13
9. Samhljómur – 4:25 (testo: Ásgeir Trausti Einarsson, Júlíus Aðalsteinn Róbertsson)
10. Þennan dag – 3:49

## Classifiche
| Classifica | Posizione |
| ---------- | --------- |
| Danimarca  | 34        |
| Islanda    | 1         |